# Emiliano Albín
Emiliano Albín Antognazza (* 24. ledna 1989, Rosario, Uruguay) je uruguayský fotbalový obránce, který v současnosti hraje za uruguayský klub CA Peñarol.

## Klubová kariéra
Albín hraje v Uruguayi za klub CA Peñarol. Od srpna 2012 do ledna 2013 hostoval v argentinském CA Boca Juniors.

## Reprezentační kariéra
Byl mj. účastníkem Letních olympijských her 2012 v Londýně, kde Uruguay nepostoupila ze základní skupiny A.